# Embarrass
Embarrass és una població dels Estats Units a l'estat de Wisconsin. Segons el cens del 2000 tenia 399 habitants.

## Demografia
Segons el cens del 2000, Embarrass tenia 399 habitants, 156 habitatges, i 117 famílies. La densitat de població era de 128,4 habitants per km².
Dels 156 habitatges en un 31,4% hi vivien nens de menys de 18 anys, en un 70,5% hi vivien parelles casades, en un 1,9% dones solteres, i en un 25% no eren unitats familiars. En el 19,2% dels habitatges hi vivien persones soles el 12,2% de les quals corresponia a persones de 65 anys o més que vivien soles. El nombre mitjà de persones vivint en cada habitatge era de 2,56 i el nombre mitjà de persones que vivien en cada família era de 2,97.
Per edats la població es repartia de la següent manera: un 24,1% tenia menys de 18 anys, un 6,5% entre 18 i 24, un 29,1% entre 25 i 44, un 23,3% de 45 a 60 i un 17% 65 anys o més.
L'edat mediana era de 39 anys. Per cada 100 dones de 18 o més anys hi havia 110,4 homes.
La renda mediana per habitatge era de 42.500 $ i la renda mediana per família de 46.875 $. Els homes tenien una renda mediana de 29.091 $ mentre que les dones 21.042 $. La renda per capita de la població era de 16.932 $. Aproximadament l'1,8% de les famílies i el 3,2% de la població estaven per davall del llindar de pobresa.

## Poblacions més properes
El següent diagrama mostra les poblacions més properes.